# Bahnhof Visselhövede
Der Bahnhof Visselhövede liegt an der Bahnstrecke Uelzen–Langwedel in Niedersachsen. Er wird im Personenverkehr von Regionalbahnen im Zweistundentakt angefahren. Im Güterverkehr wird der Bahnhof von der DB Cargo aus Richtung Bremen planmäßig bedient.

## Lage und Verkehrsanbindung
Der Bahnhof Visselhövede befindet sich rund 1,5 Kilometer südwestlich der Innenstadt, an der Landesstraße 171 in Richtung Verden (Aller), in Ost-West-Ausrichtung. Aufgrund der Lage am äußeren Ortsrand werden Bahnhof wie Gesamtstrecke eher schwach frequentiert.
Vor dem Bahnhof befindet sich die Bushaltestelle Visselhövede Bahnhof, welche von der Weser-Ems Bus GmbH im Linienverkehr nach Rotenburg (Wümme) und vom ortsansässigen Bürgerbus im Stadtverkehr angefahren wird.

## Anlage

### Empfangsgebäude und Umfeld
Der Bahnhof besaß ein vergleichsweise großes Empfangsgebäude an der Nordseite der Bahnhofsanlage, das seit 1993 im Besitz des Deutschen Roten Kreuzes war und nicht mehr öffentlich zugänglich ist. Direkt östlich des Gebäudes befindet sich über eine kleine Treppe ein Zugang zum Hausbahnsteig. Hier steht auch ein Fahrkartenautomat. Direkt westlich des Gebäudes bestünde eine barrierefreie Zugangsmöglichkeit zum Hausbahnsteig, die sich jedoch wegen vieler, tiefer Schlaglöcher in einem sehr schlechten Zustand befindet, wodurch ein rollstuhlgerechter Zugang nicht möglich ist. Im Vorfeld des Empfangsgebäudes werden ein kleiner Parkplatz in Form eines asphaltierten, schlaglochübersäten Platzes ohne Parkplatzmarkierungen und ein überdachter Fahrradstand bereitgehalten.
Der Bahnhof wurde 2021 barrierefrei ausgebaut, das städtische Bahnhofsumfeld befindet sich aber insgesamt immer noch in einem renovierungsbedürftigen Zustand.

### Bahnsteige
Neben dem Hausbahnsteig (Gleis 1) besitzt der Bahnhof Visselhövede einen weiteren Bahnsteig (Gleis 2). Dieser war bis 2021 über eine nicht barrierefreie Unterführung, welche noch aus Zeiten mit einem höheren Verkehrsaufkommen stammte, zu erreichen. Er war früher ein Inselbahnsteig, nach Rückbau der Gleise ist er Seitenbahnsteig. Früher existierte hinter diesem noch ein weiterer, vom zweiten Bahnsteig per Fußgängerüberweg erreichbarer, dritter Bahnsteig. Heute werden nur noch der Hausbahnsteig sowie, für morgendliche und abendliche Zugkreuzungen, Gleis 2 genutzt. 2021 wurden die Bahnsteige erhöht und barrierefreie Zugänge geschaffen.

### Weitere Anlagen
Nach dem umfangreichen Rückbau der ehemaligen Güter- und Rangiergleise existieren neben den beiden Bahnsteiggleisen noch ein privates Ladegleis und ein Abstellgleis. Östlich des Bahnhofs befindet sich ein Bahnübergang, dessen Schranken noch per Hand vom unmittelbar benachbarten Fahrdienstleiterstellwerk bedient werden. Rund zwei Kilometer weiter östlich zweigt aus Richtung Soltau ein Ladegleis nach Norden in ein Gewerbegebiet ab.

## Geschichte

### 1873 bis 1945
Der Bahnhof Visselhövede wurde im Rahmen des Baus der Amerikalinie durch die Magdeburg-Halberstädter Eisenbahn 1873 ursprünglich auch als Schnellzugbahnhof eröffnet, was man heute noch an den langen Bahnsteigkanten erkennt. Heute wird nur noch ein Bruchteil der ursprünglich zur Verfügung stehenden Bahnsteiglängen tatsächlich genutzt. Seit 1900 hielten in Visselhövede keine Schnellzüge mehr. 1890 wurde eine nach Südosten abzweigende Verbindung nach Walsrode eröffnet, 1906 kam eine Verbindung über Brockel nach Rotenburg hinzu, die den Bahnhof in Richtung Südwesten verließ, um sich dann nach Norden zu wenden und die Amerikalinie im Rahmen einer Unterführung zu unterqueren. Visselhövede entwickelte sich auf diese Weise zu einem regionalen Bahnknotenpunkt, dessen Bahnhof um die Gleisunterführung und eine Drehscheibe erweitert wurde.

### 1945 bis 1987
Nach dem Zweiten Weltkrieg schwand mit der deutschen Teilung die Bedeutung der Amerikalinie. Von da an stellten bis heute Gelegenheitsfahrgäste, Pendler von und nach Bremen sowie Soldaten der örtlichen Garnison den Hauptteil der Fahrgäste. 1958 wurde die Verbindung nach Rotenburg und 1980 diejenige nach Walsrode stillgelegt. Beide sind heute abgebaut (Siehe auch: Bahnstrecke Bremervörde–Walsrode). Bis 1987 wurde der Westteil der Amerikalinie von einer abschnittsweise zweigleisigen Haupteisenbahn auf eine durchgehend eingleisige Nebenbahn zurückgebaut.

### 1987 bis heute

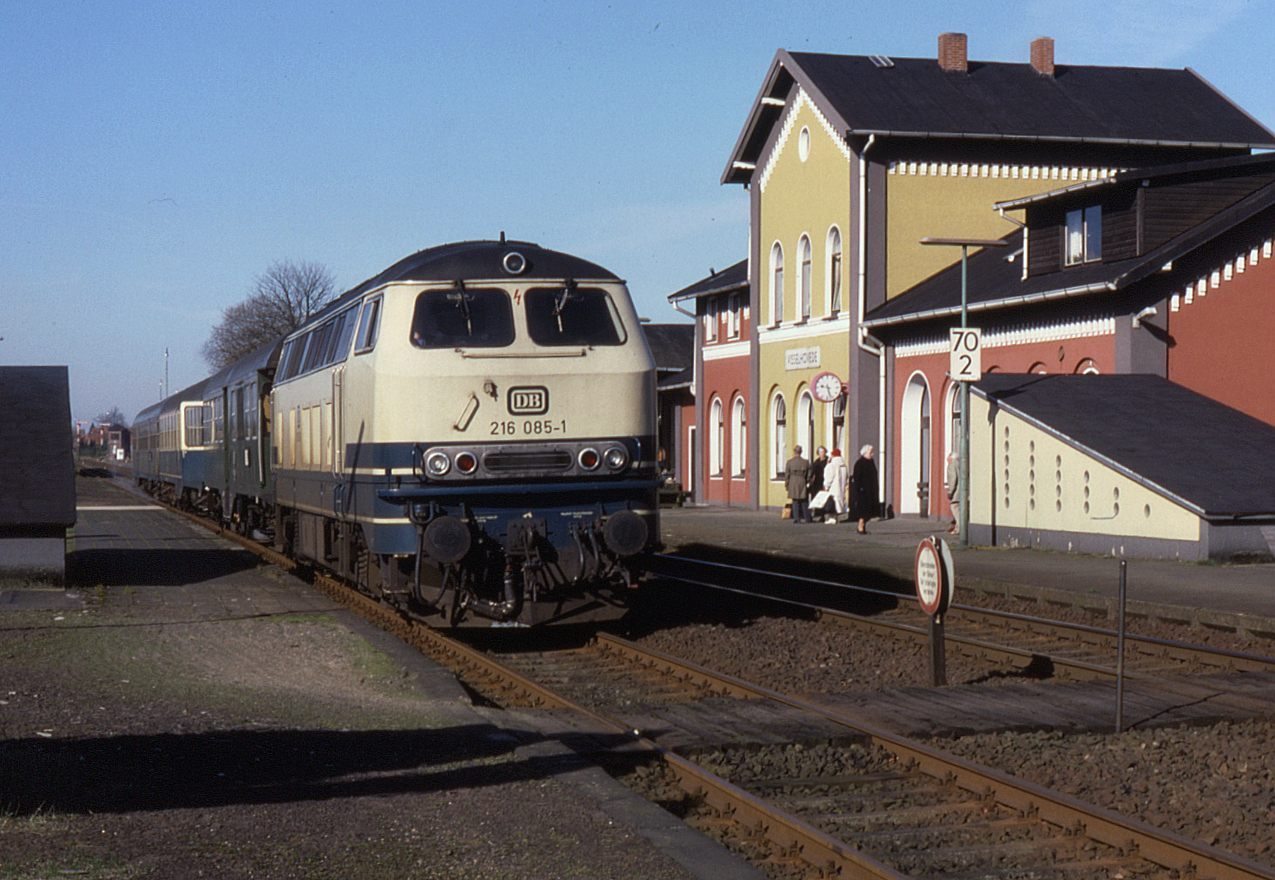
Zug Bremen—Uelzen am Bahnhof Visselhövede (1988)

In dieser Zeit begann auch ein massiver Rückbau der bis dahin großflächigen Bahnanlagen des Visselhöveder Bahnhofes. Da mehrere kleinere Haltepunkte in der Umgebung des Bahnhofes Visselhövede geschlossen worden waren, ist dieser nun der einzige Bahnhof in einem größeren, ländlichen und dünn besiedelten Gebiet, das sich von der westlichen Lüneburger Heide bis zur Lintelner Geest erstreckt und neben dem Südteil des Landkreises Rotenburg auch den äußersten Osten des Landkreises Verden (Teile der Gemeinde Kirchlinteln) umfasst. Durch die nunmehr große Länge des Blockabschnitts nach Langwedel musste in diese Richtung ein Trägerfrequenzblock 71 über die vorhandene Blankdrahtfreileitung installiert werden. Der Güterverkehr umfasst heute zum einen umfangreiche Holztransporte, zum anderen wird ein im Gewerbegebiet östlich von Visselhövede ansässiges Mineralölunternehmen mit der Bahn versorgt. Gelegentlich verkehren Güterzüge kleinerer privater Eisenbahnunternehmer z. B. zwischen Wilhelmshaven und Zielen in Mitteldeutschland und Berlin.

### Technische Sanierung (2009)
Anfang 2009 wurde die Sanierung der technischen Infrastruktur abgeschlossen. Neben der seit den 1990er-Jahren überfälligen Beseitigung von Mängeln des Streckengleises (VzG-Nr. 1960), erhielt der Bahnhof eine automatische Gleisfreimeldeanlage und H/V-Lichtsignale. Eines der beiden Stellwerke konnte aufgelassen werden. Der Fahrdienstleiter (Stellwerk Vf) hat nun seinen Sitz im vormaligen Weichenwärter-Stellwerk Vo. Der handbetriebene Bahnübergang und die Formsignale an der östlichen Bahnhofsausfahrt mussten erhalten bleiben, da das Eisenbahn-Bundesamt (EBA) einen kompletten Umbau des Bahnhofs nur mit der neuesten Technik (ESTW) genehmigt hätte. Hierfür standen keine Mittel zur Verfügung. Ein Relaisstellwerk der Baureihe Siemens Dr S2 aus den 1950er-Jahren wurde neben dem Stellwerksgebäude Vf in Containern installiert. Es ersetzt das bisherige mechanische Fahrdienstleiterstellwerk Vwf im westlichen Bahnhofsbereich.

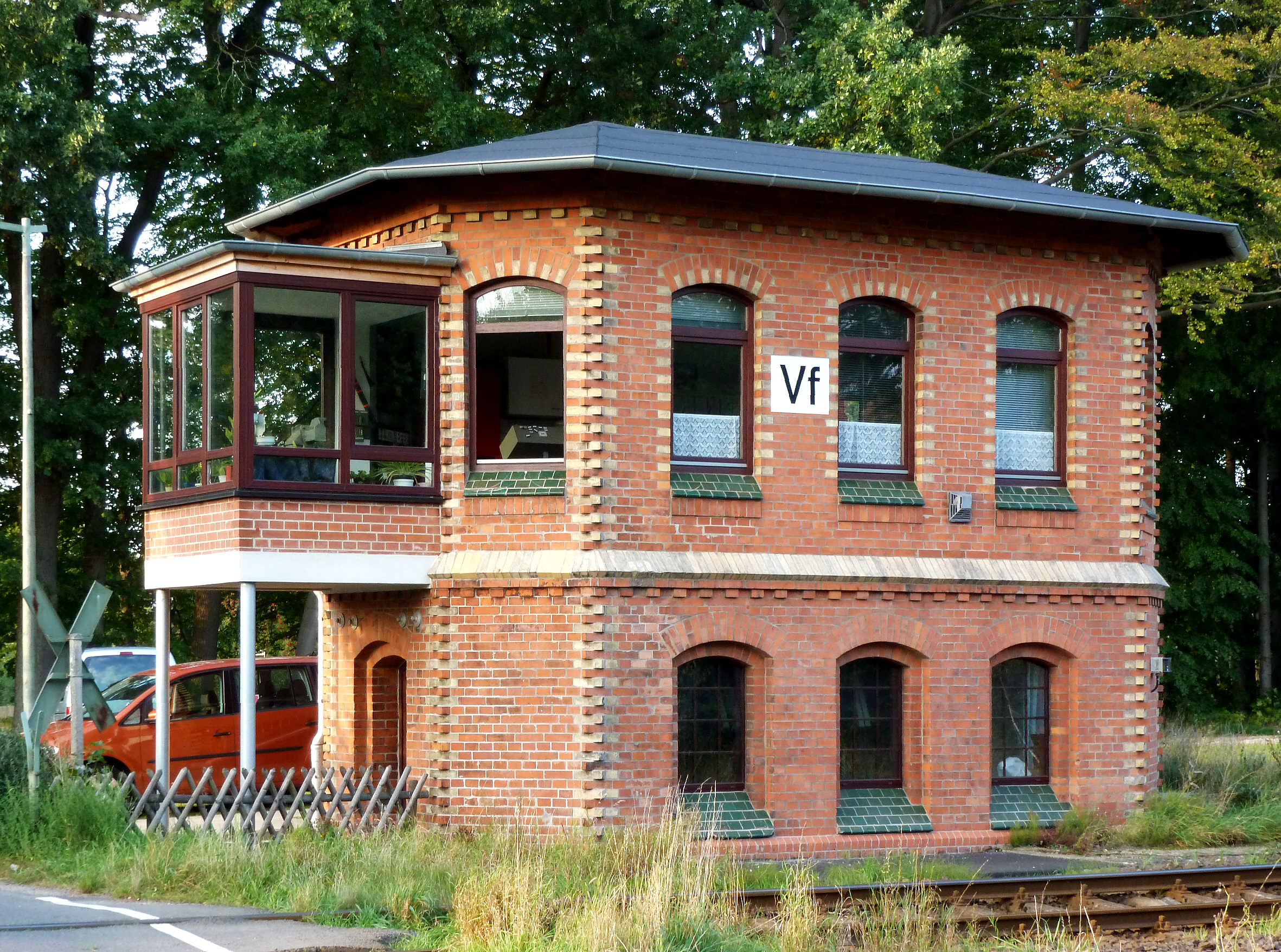
Fahrdienstleiterstellwerk Vf (Vormals Weichenwärter-Stellwerk Vo)

Der Umbau stellt eine durch die Genehmigungsbehörde EBA erzwungene Notlösung unaufschiebbarer Sicherheitsprobleme dar und dient der vorläufigen Existenzsicherung der Bahnstrecke. Das Eisenbahn-Bundesamt hatte der Deutschen Bahn AG in den vergangenen Jahren wiederholt angedroht, den Betrieb auf der Strecke Langwedel–Soltau aufgrund der maroden Infrastruktur ganz zu untersagen.

## Gegenwart und Zukunft
Die OHE hatte 2009 in Zusammenarbeit mit der Stadtverwaltung Visselhövede, der Waldconsulting GmbH und der Warengenossenschaft Heidesand e.G. den Bahnhof für Holztransporte ausgebaut. Neben dem Stellwerk Vf wurde eine Sendeanlage für den digitalen Zugfunk GSM-R errichtet. Daneben gab es wiederholt Überlegungen, bei einem Erhalt des Personenverkehrs auf der Amerikalinie den derzeitigen Personenbahnhof innenstadtnäher nach Osten zu verlagern.
Anfang 2013 stand das frühere Empfangsgebäude zum Verkauf.

## Verkehr
Auf der Strecke verkehrt zweistündlich im Takt die Regionalbahn 37 Bremen–Uelzen, mit Verstärkungen morgens und abends. (Stand 2019)